# (4373) Crespo
(4373) Crespo es un asteroide perteneciente al cinturón de asteroides, descubierto el 14 de agosto de 1985 por Edward Bowell desde la Estación Anderson Mesa (condado de Coconino, cerca de Flagstaff, Arizona, Estados Unidos).

## Designación y nombre
Designado provisionalmente como 1985 PB. Fue nombrado Crespo en honor a Antonio Crespo,  ingeniero eléctrico en el radiotelescopio de Arecibo.

## Características orbitales
Crespo está situado a una distancia media del Sol de 2,231 ua, pudiendo alejarse hasta 2,622 ua y acercarse hasta 1,839 ua. Su excentricidad es 0,175 y la inclinación orbital 4,962 grados. Emplea 1217 días en completar una órbita alrededor del Sol.

## Características físicas
La magnitud absoluta de Crespo es 13,5. Tiene 5,018 km de diámetro y su albedo se estima en 0,336.